# Iwan Miczurin
Iwan Władimirowicz Miczurin (ros. Иван Владимирович Мичурин; ur. 15 października?/27 października 1855 w ujezdzie pronskim guberni riazańskiej, zm. 7 czerwca 1935 w Miczuryńsku) – rosyjski, później radziecki hodowca i sadownik. Od 1935 członek Akademii Nauk ZSRR i Wszechzwiązkowej Akademii Nauk Rolniczych w Moskwie.

## Poglądy i teorie
Miczurin był twórcą i propagatorem poglądów, na gruncie genetyki całkowicie błędnych, przypisujących człowiekowi zdolność do niemal dowolnego przeobrażania przyrody. Przypisuje się mu autorstwo sentencji:
— Iwan Miczurin
Pisał także: „Przy interwencji człowieka możliwe jest zmuszenie każdej formy zwierzęcia lub rośliny do znacznie szybszych zmian, w kierunku pożądanym przez człowieka. Dla człowieka otwiera się więc obszerne pole najpożyteczniejszej dlań działalności”.
Stworzył także błędną teorię „mentora”, tj. „wychowawcy”, według której jeśli jeden ze składników – podkładka lub zraz – w mieszańcu wegetatywnym (szczepieniowym) ma przewagę nad drugim, to przyjmuje rolę mentora, przekształcając mieszańca tak, że przekazuje mu swoje właściwości i cechy; dobór odpowiednich mentorów miałby według Miczurina pozwalać na dowolne kształtowanie cech upraw. Głoszone przez Miczurina teorie nazwano miczurinizmem.
Miczurin stał się później, wbrew swej woli, narzędziem i bohaterem propagandowej kampanii ideologicznej Trofima Łysenki – tzw. łysenkizmu, wywodzącego się z miczurinizmu – przeciwstawiającej genetyce naukowej osiągnięcia hodowców radzieckich, które rzekomo przeczyć miałyby prawom Mendla i całej tzw. „burżuazyjnej” nauki, zwanej na użytek propagandy komunistycznej „morganizmem, weismannizmem i mendelizmem”.

## Dorobek naukowy
Znany ze swych doświadczeń z zakresu krzyżowania roślin. Wyhodował około 300 odmian drzew i krzewów owocowych (jabłoni, gruszy, moreli, śliwy, czereśni, wiśni, winorośli i in.). Twórca nowych, kontrowersyjnych metod hodowli roślin. Choć w swych doświadczeniach w dziedzinie upraw nie posługiwał się powszechnie uznawanymi metodami naukowymi, udało mu się stworzyć pewną liczbę odmian roślin odpornych na surowe warunki klimatyczne panujące w głębi Rosji.

## Odznaczenia i wyróżnienia
- Order Świętej Anny III klasy[1]
- Order Lenina
- Order Czerwonego Sztandaru Pracy

## Upamiętnienie

Popiersie Miczurina przed budynkiem Uniwersytetu Moskiewskiego

- Miasto Kozłow, w którym Miczurin żył i pracował, jeszcze za jego życia, w 1932 roku, przemianowano na Miczuryńsk,
- w 1950 bułgarskie miasteczko Carewo nad Morzem Czarnym (70 km na południe od Burgas) przemianowano – także na jego cześć – na Miczurin; w roku 1991 przywrócono poprzednią nazwę,
- ulice Iwana Miczurina znajdują się w Świętochłowicach, Wałbrzychu, Wodzisławiu Śl., Zabrzu-Rokitnicy. Dawniej nazwę tę nosiły również ulice w: Bielsku-Białej (Mieszka I), Bytomiu (Armii Krajowej), Chełmie (S. Dąbka), Katowicach (Zamkowa), Opolu (Licealna), Poznaniu (W. Węgorka), Szczecinie (ks. kan. M. Bryczkowskiego), Wrocławiu (T. Kutrzeby), Żarach (Śląska), Krośniewicach (ul. Paderewskiego).